# Джовани Скиапарели
Вижте пояснителната страница за други личности с името Джовани.
Джовани Скиапарели (на италиански: Giovanni Virginio Schiaparelli) е италиански астроном и историк на науката, известен с изследванията си за Марс.

## Биография
Роден е на 14 март 1835 г. в Савиляно, Италия. През 1854 г. завършва инженерство в Торинския университет, а по-късно учи астрономия в Берлинската обсерватория под ръководството на Йохан Енке и в Обсерватория „Пулково“ в близост до Санкт Петербург, при Ото Струве. Завръща се в Италия през 1860 г., където работи 40 години като астроном в Обсерватория „Брера“ в Милано.
През 1867 г. Скиапарели публикува „Записки по памет и разсъждения по астрономическа теория на падащите звезди“, в които теоретизира връзката между метеори и комети.
Скиапарели е сенатор на Кралство Италия, член на Академия дей Линчеи и на Академията на науките на Торино.
Умира на 4 юли 1910 г. в Милано на 75-годишна възраст.

## Наблюдения на Марс
Сред приносите на Скиапарели към астрономията се открояват наблюденията на планетата Марс. След първите си наблюдения на Марс наименува няколко „морета“ и „континенти“. По време на великото противостояние на Марс от 1877 г. Скиапарели наблюдава гъста мрежа от неизвестни структури с правилна форма на Марс, които наименува „канали“ (на итал. canali). Макар и италианското „canali“ да не означава задължително изкуствено прокопан канал, а и природна връзка, въведеният от Скиапарели термин често се тълкува по първия начин. „Каналите“ бързо стават известни и започват редица спекулации за съществуването на извънземен живот на Марс. Сред разпалените защитници на тезата, че каналите на Марс са с изкуствен произход, е американският астроном Пърсивал Лоуел, който прекарва голяма част от живота си в търсене на доказателства за съществуването на извънземен живот на Марс. По-късно, със значителния принос на друг италиански астроном – Винченцо Черули, е установено, че известните канали са всъщност оптическа илюзия.

## Други наблюдения
Освен Марс Скиапарели наблюдава и други обекти от Слънчевата система, както и двойни звезди. Освен това той пръв сред учените по негово време се опитвалда направи карта на планетата Меркурий, наблюдавайки петната на повърхността ѝ, за да определи периода на въртене на планетата. Той стига да извода, че планетата Меркурий е винаги обърната към Слънцето с едната си страна. Следователно на едната страна на планетата цари вечен, изгарящо студен ден, а на другата ѝ страна е непрекъсната, леденостудена нощ. Открива астероида 69 Hesperia на 26 април 1861 г. и установява, че метеорните потоци Персеиди и Леониди са свързани с комети. Доказва, че орбитите на частиците от метеорния поток на Леонидите е много сходна с тази на кометата Темпъл-Тътъл. Тези наблюдения го карат да предположи, че метеороидите са частици, изхвърляни от някои комети – хипотеза, която ще се окаже много точна.

## История на науката
Скиапарели е един от големите изследователи на историята на астрономията за времето си. Пръв установява, че сферите на Евдокс от Книд и Калип не са материални сфери, както е при по-нататъшните антични философи, а са част от алгоритъм, наподобяващ в някои аспекти на съвременните редове на Фурие.